# Jemenitische Botschaft in Berlin

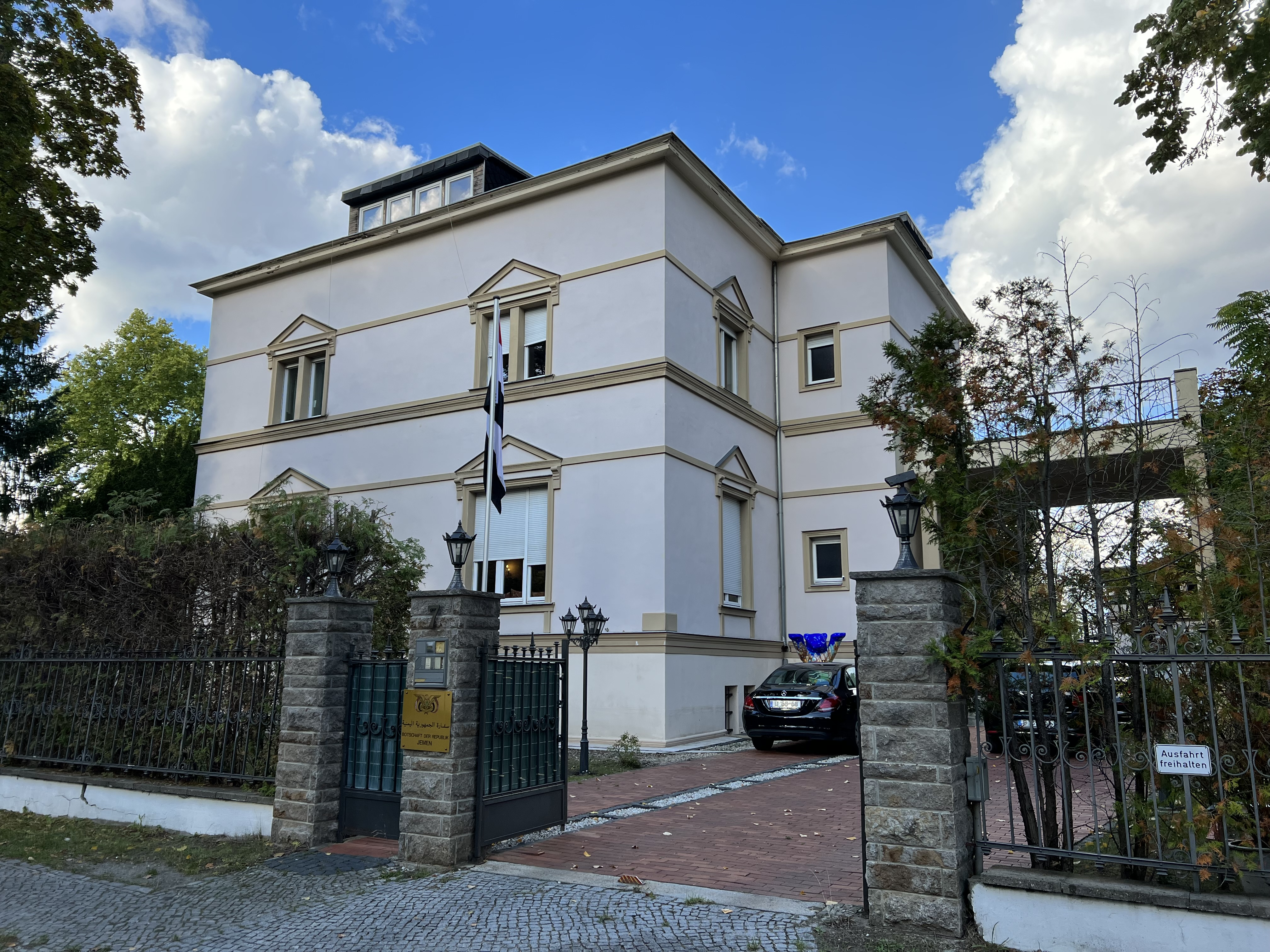
Botschaft in der Schmidt-Ott-Straße 7 in Berlin-Steglitz, 2022

Die jemenitische Botschaft in Berlin ist die diplomatische Vertretung der Jemenitischen Republik in der Bundesrepublik Deutschland. Sie hat ihren Sitz in der Schmidt-Ott-Straße 7 im Ortsteil Steglitz des Bezirks Steglitz-Zehlendorf.
Botschafter ist Loai Yahya Al-Eryani.
Jemen unterhält ein Generalkonsulat in Frankfurt am Main und ein Honorarkonsulat in Hamburg.

## Geschichte der diplomatischen Beziehungen
Nach dem Sturz der Monarchie entstand am 26. September 1962 die Jemenitische Arabische Republik, auch Nordjemen genannt. Die Südarabische Föderation, eine Organisation von Staaten unter britischem Schutz, wurde am 30. November 1967 als Demokratische Volksrepublik Jemen (Südjemen) unabhängig. Die Wiedervereinigung der beiden Landesteile erfolgte am 22. Mai 1990.

### Beziehungen zwischen Jemen und der Bundesrepublik Deutschland

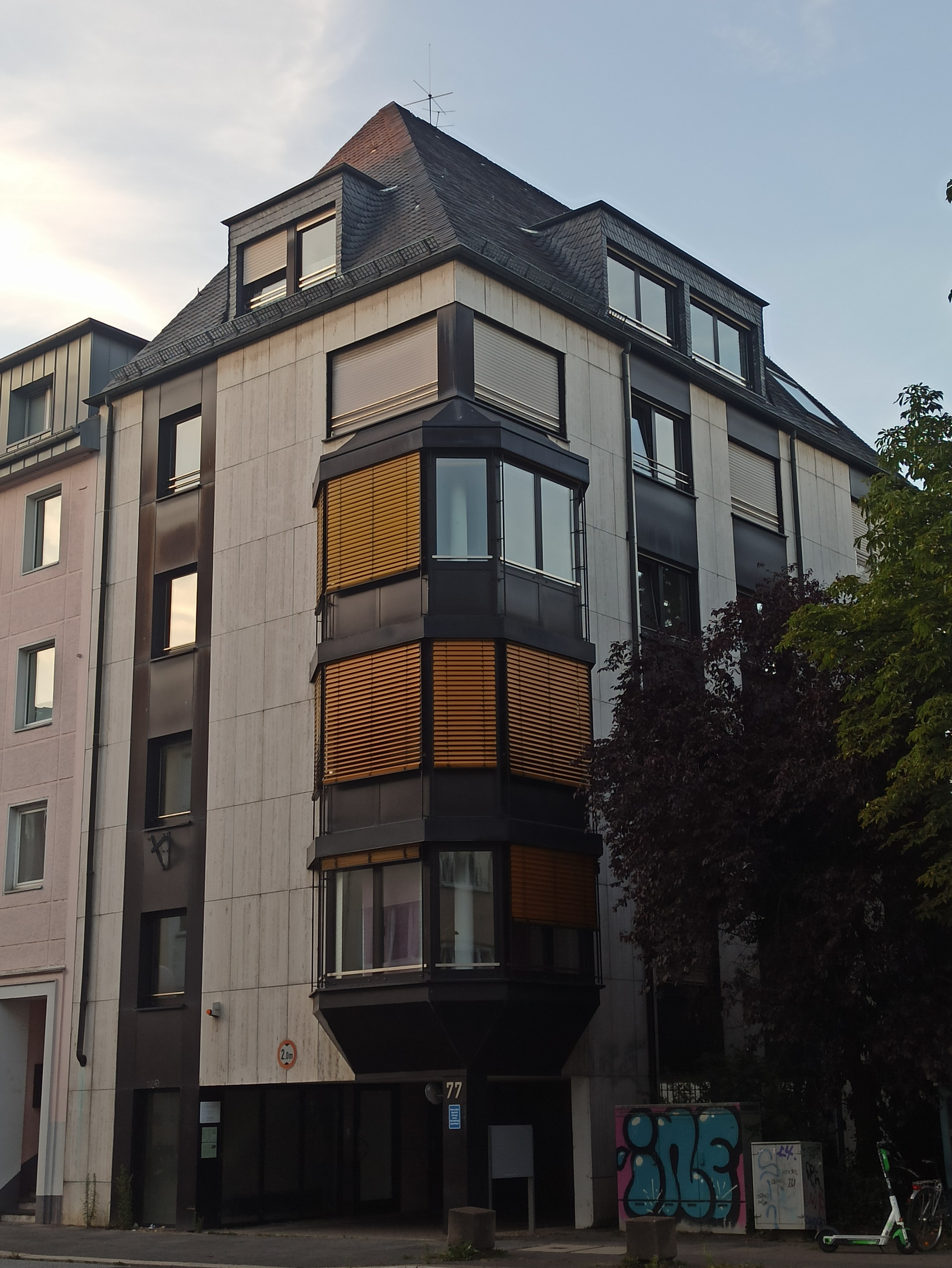
Letztes Botschaftsgebäude Jemens in Bonn, 2022

Am 19. Dezember 1953 wurde Günther Pawelke im Königreich Jemen als erster bundesdeutscher Diplomat akkreditiert. Am 21. Dezember 1956 eröffnete die Bundesrepublik Deutschland ein Wahlkonsulat in Aden (Südarabische Föderation), das unter Leitung von Wilhelm Lemke stand.
Am 24. Oktober 1962, einen Monat nach der Unabhängigkeitserklärung des Landes, nahmen die Jemenitische Arabische Republik (Nordjemen) und die Bundesrepublik Deutschland diplomatische Beziehungen auf. Die Botschaft befand sich zuletzt in der Adenauerallee 77 in Bonn. Aufgrund des Umzugs von Bundestag und Regierung nach Berlin verlegte auch die jemenitische Botschaft (nunmehr die des vereinigten Landes) im August 2000 ihren Sitz in die neue deutsche Hauptstadt.
Am 19. Dezember 1967 nahm die Bundesrepublik Deutschland diplomatische Beziehungen mit der Demokratischen Volksrepublik Jemen (Südjemen) auf, die jedoch 1969 als Konsequenz aus der Hallstein-Doktrin wieder abgebrochen wurden.

### Beziehungen zwischen Jemen und der DDR
Im Jahr 1958 begannen erste Beziehungen mit der Eröffnung einer Handelsvertretung mit konsularischer Vollmacht in Sanaa (Königreich Jemen). Die DDR entsandte mit Hans Held den ersten Konsul auf diesen Posten.
Nach der Gründung der Jemenitischen Arabischen Republik (Nordjemen) erfolgte 1967 ein Diplomatenaustausch auf der Ebene eines Generalkonsulats. Die Vertreter Nordjemens bezogen ein Gebäude in Berlin-Karlshorst (Heiligenberger Straße 7), das zuvor von der Handelsmission Ghanas genutzt worden war. Am 21. Dezember 1972 wurden von beiden Ländern offizielle diplomatische Beziehungen aufgenommen. Das bisherige Generalkonsulat wurde ab 1975 zu einer Botschaft. Die DDR-Regierung stellte ihr ab den späten 1970er Jahren im Ost-Berliner Stadtbezirk Pankow eine kleine zweieinhalbgeschossige Villa in der Waldstraße 15 zur Verfügung.
Am 10. Juli 1969 hatte die DDR bereits diplomatische Beziehungen mit der Demokratischen Volksrepublik Jemen (Südjemen) aufgenommen. Auch sie endeten mit der deutschen Wiedervereinigung im Jahr 1990. Die Botschaft befand sich in der Straße 22 Nr. 1 im Stadtbezirk Pankow. In dem Gebäude befindet sich mittlerweile eine Kindertagesstätte (Stand: 2025).
In der DVR Jemen befanden sich die Ausbildungslager der Palästinensischen Befreiungsorganisation (PLO), in denen in den 1970er und 1980er Jahren auch viele Mitglieder der Rote Armee Fraktion (RAF) im Umgang mit Waffen ausgebildet wurden. Die Botschaft der DVR Jemen in Ost-Berlin hat dieses mit Duldung der Regierung der DDR organisiert.

### Nach 1990
Die jemenitische Botschaft in Bonn wurde bis zur Fertigstellung der heutigen Villa in Berlin als Sitz des Botschafters genutzt. Als Interimslösung in Berlin diente zwischen August 2000 und dem Frühjahr 2004 eine Villa in die Rheinbabenallee 12 in Berlin-Schmargendorf. Nach 2004 zogen die jemenitischen Diplomaten in die Budapester Straße 37 in Berlin-Charlottenburg. Aktuell (Stand: 2023) befindet sich die Botschaft in der Schmidt-Ott-Straße 7 in Berlin-Steglitz.
Die Zusammenarbeit zwischen Jemen und Deutschland beruht auf gegenseitigen Wirtschafts-, Kultur-, Wissenschafts- und Bildungsaktivitäten entsprechender staatlicher Einrichtungen. Aufgrund der instabilen politischen Lage im Nahen Osten mit zahlreichen kriegerischen Auseinandersetzungen auf jemenitischem Territorium gestaltet sich die praktische Umsetzung jedoch schwierig. Im Jahr 2015 wurde die deutsche Botschaft in Sanaa vorläufig geschlossen.

## Botschafter (Auswahl)
- Ab 1981: Muhsin al-Aini, viermaliger Premierminister der Jemenitischen Arabischen Republik[3]
- 28. September 2016–2021: Yahya Mohammad Al-Shaibi
- 26. Februar 2025; bereits ab 2022 als Geschäftsträger a. i.: Loai Yahya Al-Eryani

## Aufgaben der Botschaft
Der jemenitische Botschafter ist Repräsentant seines Landes in Deutschland. Zudem bahnt er für sein Land Kontakte auf allen Ebenen an und begleitet Delegationen seines Landes zu Gesprächen und Besichtigungen. Für die in Deutschland lebenden jemenitischen Bürger ist das Botschaftsteam Ansprechpartner und Helfer, zudem vergibt es Visa für deutsche Bürger, die Jemen besuchen möchten.

## Gebäude
Das einzeln stehende Gebäude der Botschaft Jemens in der Schmidt-Ott-Straße 7 in Berlin-Steglitz hat einen fast rechteckigen Grundriss und eine Fläche von rund 310 m². Es besitzt einen Kellerbereich, zwei Volletagen und ein aufgesetztes Dachgeschoss. Das Äußere ist im neoklassizistischen Stil gehalten: weißer Fassadenputz, mit einem zarten gelb-beigen Ton sind die Umrandungen der Fenster und Türen sowie die Lisenen hervorgehoben. Über den Fenstern befinden sich dreieckige Ziergiebel. Das Gebäude wird von einem durch eine Mauer geschützten Garten umgeben.